# Associazione Calcio Pistoia 1939-1940
Questa voce raccoglie le informazioni riguardanti  l'Associazione Calcio Pistoia nelle competizioni ufficiali della stagione 1939-1940.

## Rosa
| N. |                   | Ruolo | Calciatore           |
| -- | ----------------- | ----- | -------------------- |
|    | Italia (bandiera) | C     | Mario Allorini       |
|    | Italia (bandiera) | A     | Sandro Beni          |
|    | Italia (bandiera) | A     | Silvano Benti        |
|    | Italia (bandiera) | D     | Pietro Betti         |
|    | Italia (bandiera) | D     | Bruno Cappellini     |
|    | Italia (bandiera) | D     | R. Cappellini        |
|    | Italia (bandiera) | A     | U. Cappellini        |
|    | Italia (bandiera) | A     | Cesare Cecchi        |
|    | Italia (bandiera) | C     | Gaetano Chiarenza    |
|    | Italia (bandiera) | C     | M. Chiavacci         |
|    | Italia (bandiera) | C     | Marcello Fiorini     |
|    | Italia (bandiera) | C     | Lirico Guastini      |
|    | Italia (bandiera) | C     | Ferdinando Innocenti |

| N. |                   | Ruolo | Calciatore         |
| -- | ----------------- | ----- | ------------------ |
|    | Italia (bandiera) | A     | Mario Marabini     |
|    | Italia (bandiera) | A     | Cafiero Mazzoni    |
|    | Italia (bandiera) | D     | Tolmino Monti      |
|    | Italia (bandiera) | P     | Danilo Mucci       |
|    | Italia (bandiera) | A     | Roberto Niccolai   |
|    | Italia (bandiera) | C     | Fabio Pastacaldi   |
|    | Italia (bandiera) | A     | Sergio Patechi     |
|    | Italia (bandiera) | D     | Dalcizio Senzalati |
|    | Italia (bandiera) | A     | Emanuele Sodini    |
|    | Italia (bandiera) | C     | Ugo Terzani        |
|    | Italia (bandiera) | C     | Renzo Turchi       |
|    | Italia (bandiera) | A     | Ivo Venturini      |